# Erik Shoji
Erik Thomas Shoji (Honolulu, 4 de junho de 1993) é um jogador de voleibol norte-americano que atua na posição de líbero.

## Carreira

### Clube
Shoji atuou no voleibol universitário pela Universidade de Stanford entre 2008 e 2012, onde cursou biologia humana. Atuou profissionalmente pela primeira vez com o Chemie Volley Mitteldeutschland, clube do campeonato alemão. Em 2014, após assinar contrato com o Berlin Recycling Volleys, conquistou três títulos na temporada 2015–16: o Campeonato Alemão, a Copa da Alemanha e a Copa CEV.
Para a temporada 2016–17, o havaiano mudou-se para o voleibol russo para defender o Lokomotiv Novosibirsk. Em 2021, foi anunciado como a nova contratação do ZAKSA Kędzierzyn-Koźle para suprir a saída do Paweł Zatorski, que defendia as cores do clube desde 2014. Com o clube polonês, conquistou em sua temporada de estreia o Campeonato Polonês, a Copa da Polônia e a Liga dos Campeões.

### Seleção
A primeira atuação do líbero com a seleção americana foi no Campeonato Mundial Sub-17 em 2007. Em 2013 foi convocado para atuar na seleção profissional adulta para competir a Copa dos Campeões, onde ficou na 5ª colocação. No ano seguinte conquistou seu primeiro título com a seleção adulta, a Liga Mundial de 2014, que ocorreu em Florença, Itália; na ocasião a seleção norte-americana derrotou a seleção brasileira por 3 sets a 1 com parciais de 31–29, 21–25, 25–20 e 25–23. Em 2015, conquistou o título da Copa do Mundo, garantindo vaga automática para os Jogos Olímpicos no ano seguinte. Em 2016, representando seu país nos Jogos Olímpicos no Rio de Janeiro, conquistou a medalha de bronze ao derrotar a seleção russa pela disputa do terceiro lugar no pódio.
Em 2019, em seu país natal, conquistou o vice-campeonato na segunda edição da Liga das Nações, que ocorreu em Chicago. Em 2021, em sua segunda participação olímpica, ficou em 10º lugar após ficar na 5ª colocação do grupo B nos Jogos Olímpicos de Tóquio. Em 2022, foi vice-campeão da Liga das Nações após derrota para a seleção francesa.

## Vida pessoal
Erik é filho de Dave Shoji and Mary Shoji. É irmão mais novo do também voleibolista Kawika Shoji, que atua como levantador.

## Títulos
Hypo Tirol Innsbruck
- Campeonato Austríaco: 2013–14
- Copa da Áustria: 2013–14

Berlin Recycling Volleys
- Copa CEV: 2015–16
- Campeonato Alemão: 2015–16
- Copa da Alemanha: 2015–16

ZAKSA Kędzierzyn-Koźle
- Liga dos Campeões: 2021–22, 2022–23
- Campeonato Polonês: 2021–22
- Copa da Polônia: 2021–22, 2022–23
- Supercopa Polonesa: 2023

## Clubes
| Anos      | Clube                    |
| --------- | ------------------------ |
| 2012–2013 | CV Mitteldeutschland     |
| 2013–2014 | Hypo Tirol Innsbruck     |
| 2014–2016 | Berlin Recycling Volleys |
| 2016–2017 | Lokomotiv Novosibirsk    |
| 2017–2018 | Taiwan Excellence Latina |
| 2018–2021 | Fakel Novy Urengoy       |
| 2021–     | ZAKSA Kędzierzyn-Koźle   |

## Prêmios individuais
- 2007: Campeonato Mundial Sub-19 – Melhor defensor
- 2008: Campeonato NORCECA Sub-21 – Melhor receptor, melhor defensor e melhor líbero
- 2015: Copa do Mundo – Melhor líbero
- 2019: Liga das Nações – Melhor líbero
- 2023: Campeonato NORCECA – Melhor receptor